# Partia Konserwatywna (Bułgaria)
Partia Konserwatywna (bułg. Консервативна партия) – bułgarska partia polityczna powstała ok. 1879, stanowiąca opozycję wobec Partii Liberalnej. Sformowała pięć rządów samodzielnych (1879–1880 i 1881–1883) oraz jeden gabinet koalicyjny z Partią Postępowo-Liberalną (1883–1884). W 1881 poparła zawieszenie konstytucji i przyznanie szerokich uprawnień księciu Aleksandrowi I, po czym wspomagała jego reżim. Kosztowało ją to utratę popularności w społeczeństwie i doprowadziło do stopniowego jej rozpadu ok. 1884.

## Historia Partii Konserwatywnej
W 1878 powstało Księstwo Bułgarii z tymczasową stolicą w Tyrnowie. Następnego roku w tym samym mieście zwołano założycielskie zebranie parlamentu, nazwanego Zgromadzeniem Narodowym, którego zadaniem było uchwalenie konstytucji. Podczas debat nad ustawą zasadniczą wyłoniły się dwa stronnictwa: "starych", czyli konserwatystów i "młodych", czyli liberałów. Wkrótce potem na bazie obu stronnictw ukształtowały się dwie partie polityczne, odpowiednio Partia Konserwatywna i Partia Liberalna. Konserwatyści uważali, iż naród bułgarski, który dopiero co odzyskał wolność, nie jest gotowy do przejęcia całości władzy w swoje ręce, w związku z czym opowiadali się za majątkowym i wykształceniowym cenzusem oraz silną władzą księcia. W przeciwieństwie do nich liberałowie żądali dużych uprawnień dla parlamentu kraju i braku cenzusu. Ponieważ ci ostatni stanowili większość w Zgromadzeniu Narodowym, zdołali przeforsować swoje propozycje.
W lipcu 1879 Partia Konserwatywna sformowała dwa pierwsze rządy Księstwa Bułgarii, na czele których stanęli kolejno Todor Burmow i Kliment Tyrnowski. W składach obu gabinetów znalazł się rosyjski oficer Piotr Parensow, który objął urząd ministra wojny. Mimo posiadania władzy konserwatyści przegrali pierwsze wybory parlamentarne przeprowadzone w październiku i w kwietniu 1880 swój rząd utworzyli liberałowie. Sposób, w jaki ci ostatni zarządzali krajem, nie odpowiadał księciu Aleksandrowi I, który żądał dla siebie znacznie szerszych uprawnień od zagwarantowanych mu w konstytucji. W kwietniu 1881 monarcha zorganizował zamach stanu i powołał rząd tymczasowy, do którego zaprosił konserwatystów, zaś w lipcu zwołał Wielkie Zgromadzenie Narodowe w celu zawieszenia Konstytucji Tyrnowskiej i uchwalenia specjalnych książęcych pełnomocnictw. Do konstytuanty nie zostali dopuszczeni liberałowie, w związku z czym działacze Partii Konserwatywnej zdobyli większość mandatów i przegłosowali projekt monarchy. Wkrótce potem Aleksander I powołał nowy gabinet, w którym urzędy ministerialne objęli rosyjscy oficerowie, niezależni eksperci oraz konserwatyści. Ci ostatni stopniowo powiększali liczbę swoich stanowisk ministerialnych, a także zdobyli większość miejsc w nowo utworzonej Radzie Państwowej, na czele której stanął Todor Ikonomow.
Pod koniec 1882 odbyły się kolejne wybory parlamentarne, które dzięki wprowadzeniu cenzusu oraz pomocy policji zwyciężyła Partia Konserwatywna. Wkrótce potem w gabinecie, na czele którego stał rosyjski generał Leonid Sobolew, zaczęły się tarcia i spory o podział władzy. W rezultacie konserwatywni ministrowie podali się do dymisji, zaś rząd znalazł się w kryzysowej sytuacji. By z niej wybrnąć Rosjanie, a potem i konserwatyści rozpoczęli negocjacje z jednym z liderów Partii Liberalnej, Draganem Cankowem. Porozumienie udało się osiągnąć tym ostatnim, dzięki czemu we wrześniu 1883 Cankow otrzymał mandat na utworzenie mieszanego liberalno-konserwatywnego gabinetu rządowego. Niedługo potem liberałowie przejęli praktycznie całą władzę w Księstwie Bułgarii i przywrócili Konstytucję Tyrnowską.
Poczynania konserwatystów zostały źle przyjęte przez społeczeństwo i doprowadziły w 1884 do szybkiego rozpadu partii. Frakcja prorosyjska, w której pierwsze skrzypce grali Marko Bałabanow, Todor Ikonomow, Kliment Tyrnowski i Todor Burmow, przyłączyła się do liberalnego ugrupowania Cankowa, podczas gdy frakcja o orientacji proaustriackiej, na czele z Grigorem Naczowiczem, Dimityrem Grekowem, Konstantinem Stoiłowem i Georgim Wyłkowiczem, rozpoczęła w 1887 współpracę z reżimem Stefana Stambołowa i jego Partią Narodowo-Liberalną. Pozostali konserwatyści dołączyli w 1894 do Partii Narodowej.

## Wybitni działacze Partii Konserwatywnej
- Marko Bałabanow – publicysta, minister, członek rzeczywisty Bułgarskiej Akademii Nauk
- Todor Burmow – premier i minister
- Georgi Wyłkowicz – minister i dyplomata
- Dimityr Grekow – premier i minister
- Todor Ikonomow – burmistrz Sofii, minister
- Kliment Tyrnowski – pisarz, metropolita, premier i minister
- Grigor Naczowicz – burmistrz Sofii, minister i dyplomata
- Konstantin Stoiłow – premier i minister
- Iwan Chadżienow – burmistrz Sofii, przedsiębiorca

## Organy prasowe Partii Konserwatywnej
- Витоша (w tłum. Witosza; 1879–1880)
- Български глас (w tłum. Głos Bułgarski; 1879–1883)
- Отечество (w tłum. Ojczyzna)